# Le Cabot
Cet article possède un paronyme, voir Cabot.
Le Cabot est un quartier du 9e arrondissement de Marseille. 
Il est limité au nord par le Chemin du Vallon de Toulouse ou en face se trouve le 10e arrondissement.